# Hermann Heineke
Hermann Heineke (* 14. Oktober 1873 in Erlangen; † 15. April 1922 in Tübingen) war ein deutscher Chirurg und Hochschullehrer.

## Leben
Nach dem Besuch des Gymnasiums in Erlangen, wo er am 14. Juli 1891 das Zeugnis der Reife erhielt, begann Heineke das Medizinstudium  an der Albert-Ludwigs-Universität in Freiburg. Am 22. Oktober 1891 wurde er im Corps Suevia Freiburg aktiv. nach vier Semestern kehrte er zurück nach Erlangen, wo er am 2. März 1894 die ärztliche Vorprüfung bestand. Im Sommer 1894 studierte er an der Philipps-Universität Marburg und wechselte dann wieder an die Friedrich-Alexander-Universität Erlangen. Dort wurde er am 15. November 1895 zum Dr. med. promoviert und erhielt am 14. Juni 1896 nach bestandenem Staatsexamen die Approbation als Arzt. Im Sommer des gleichen Jahres vertrat er für mehrere Wochen einen Arzt in Stuttgart, ging dann auf Reisen und ab dem 1. Oktober 1896 diente er als Einjährig-Freiwilliger und Truppenarzt in Pirna und Königsbrück. Nachdem er im Winter 1897/98 eine Seereise als Schiffsarzt gemacht hatte, ging er am 1. April 1898 als Assistenzarzt an das Jacobshospital (Leipzig), wo er bis zum 31. Juli 1900 blieb und dann kurze Zeit ein Volontariat in Hamburg-Eppendorf ableistete Krankenhaus Eppendorf. Am 1. Mai 1901 kehrte er an die Leipziger Klinik zurück, die inzwischen zum Universitätsklinikum Leipzig gehörte. Nachdem er sich 1904 habilitiert hatte, erhielt er 1910 ein Extraordinariat für Chirurgie. 1914 zog er in den Ersten Weltkrieg. 1921 (wahrscheinlich krankheitshalber) entpflichtet, starb er im 49. Lebensjahr am 15. April 1922 an einer Entzündung nach einer Darmperforation und wurde am 17. April in Tübingen begraben.
Als vielleicht erster Mediziner befasste er sich mit der Wirkung von Röntgenstrahlen auf die Blutbildung.